# Spartak Hrdlořezy
Spartak Hrdlořezy je český fotbalový klub, který sídlí v hlavním městě Praha. Od sezóny 2022/23 působí v Pražská I. B třídě. Klubové barvy jsou modrá a bílá. Klub hraje své domácí zápasy na stadionu Břežanka.

## Historické názvy
- 1909 – SK Sparta Hrdlořezy
- 1926 – SK Sparta Praha XI.
- 1948 – Jednota Hrdlořezy
- 1949 – TJ Slavoj Kovoslužba Hrdlořezy
- 1957 – TJ Spartak Hrdlořezy
- 1991 – Spartak Hrdlořezy